# Паяк сал
Паяците салове (Dolomedes fimbriatus) са вид паякообразни от семейство Pisauridae.
Таксонът е описан за пръв път от Карл Александър Клерк през 1757 година.